# Майстер ФІДЕ з шахової композиції
Майстер ФІДЕ з шахової композиції — звання, що присвоюється пожиттєво за видатні творчі досягнення конгресами Міжнародної федерації шахів (ФІДЕ) за представленням Постійної комісії ФІДЕ з шахової композиції (англ. PCCC). Право на присвоєння звання має композитор, який набрав в одному або декількох Альбомах ФІДЕ не менше 12 балів. За кожну опубліковану в Альбомі ФІДЕ задачу дається 1 бал, за етюд — 1,67 бала (Тбілісі, 1975). У випадку співаторства кількість балів (1 або 1,67 за задачу чи етюд відповідно) ділиться на кількість авторів і результат додається кожному з композиторів.
Станом на 2018 рік звання майстра ФІДЕ з шахової композиції отримали:
| Рік  | Композитор |
| ---- | --- |
| 1990 | Ласло Апро †, Дьюла Бебеші †, Ференц Флек †, Аттіла Бенедек †, Тівадар Кардос †, Тібор Сабо †, Йозеф Шегі †, Янош Кіш † (всі - Угорщина), Дмитро Банний †, Олексій Беленький †, Віктор Євреїнов †, Василь Долгов †, Юрій Дорогов †, Аркадій Ярославцев †, Валерій Карпов †, Михайло Кузнєцов †, Валентин Лідер, Григорій Марковський, Олександр Максимовських, Сергій Пугачов †, Герман Умнов (всі - Росія), Ромео Бедоні, Бруно Фаржет, Жан-Мішель Трілло, Клод Віденгоф, Жак Савурні † (всі - Франція), Йоганнес Бурбах †, Корнеліс Грюнефельд †, Ян Марвітц (Нідерланди), Штефан Айзерт, Зігфрід Бремер †, Ервін Грос †, Фрітц Гоффман †, Герд Ріндер, Гайнц-Гайнріх Шмітц †, Теодор Зірс †, Годегард Муркіш, Теодор Штойдель †, Манфред Цуккер † (всі - Німеччина), Бедріх Форманек, Іван Кісс, Кароль Млинка, Александер Пітук † (всі - Словаччина) , Гільдінг Фреберг †, Герберт Гультберг †, Густав Йонсон (всі - Швеція), Звонімір Хернітц, Іво Томініч (обидва - Хорватія) , Осмо Каіла †, Віза Ківі (обидва - Фінляндія), Імантс Кісіс † (Латвія), Хуго Кнупперт † (Данія), Муккур Партасараті (Індія) , Юхим Рухліс † (Ізраїль), Маріо Матоуш †, Мірослав Шінделарж † (Чехія) , Фелікс Зонненфельд † (Бразилія), Владімір Забунов † (Болгарія) |
| 1992 | Роланд Байєр (Швейцарія) , Вейко Хайнонен † (Фінляндія), Анджей Левандовський (Польща), Мірча Манолеску † (Румунія), Броніслав Олімпієв (Росія), Альміро Зарур (Бразилія) |
| 1993 | Гілель Алоні † (Ізраїль), Юрій Антонов (Росія) |
| 1995 | Ніколе Міку (Румунія), Володимир Сичов (Білорусь), Реваз Таваріані † (Грузія), Володимир Тимонін †, Валентин Ударцев (обидва - Росія) |
| 1996 | Жан Моріс (Франція) |
| 1997 | Яків Мінц (Ізраїль), Олександр Мочалкін † (Україна) |
| 1998 | Жерар Духан (Франція) |
| 2001 | Амація Авні (Ізраїль), Гюнтер Ян † (Німеччина), Владімір Кос † (Чехія), Микита Плаксін (Росія), Нікос Сіотіс † (Греція), Дональд Смідлі (Велика Британія) |
| 2004 | Роберт Бургер (США), Габор Чех † (Угорщина), Генк ле Гранд (Нідерланди), Аарон Гіршенсон (Ізраїль), Маркус Мангарт (Німеччина), Мілівой Нешіч † (Сербія), Александер Цідек (Австрія) |
| 2005 | Євгеній Колєсніков, В'ячеслав Владіміров † (Росія), Людовіт Леген † (Словаччина), Вальдемар Мажуль † (Польща), Філіп Робер † (Франція), Пітер Вонг (Австралія) |
| 2006 | Андрій Журавльов (Росія) |
| 2007 | Анатолій Караманіц, Василь Марковцій (обидва - Україна), Ральф Кречмер (Німеччина), Дан Мейнкінг † (США), Олександр Панкратьєв (Росія), Нікола Столєв (Македонія), Руслан Сурков † (Росія), Мартін Вессельс, Рольф Вігаген (Німеччина), Вукота Ніколетіч † (Сербія) |
| 2008 | Олександр Манвелян (Вірменія), Микола Рєзвов † (Україна) |
| 2009 | Андрій Корнілов † (Росія), Міхаель Шрекенбах (Німеччина), Марко Йлійокі (Фінляндія) |
| 2010 | Гаррі Гурме (Фінляндія), Петер Зікінгер (Німеччина), Томас Воле (США) |
| 2011 | Петер Гоффман (Німеччина), Григорій Слепян (Білорусь), Карен Сумбатян (Росія), Сергій І. Ткаченко, Ігор Ярмонов (обидва - Україна) |
| 2012 | Мірко Дегенкольбе (Німеччина), Едуард Ейлазян (Україна), Марк Еренбург, Емануель Навон (обидва - Ізраїль), Піт ле Гранд, Гарольд ван Хейден (обидва - Нідерланди), Віктор Разуменко †, Вадим Винокуров † (обидва - Росія) |
| 2013 | Ніколя Дюпон (Франція), Марко Гвіда (Італія), Томас Медер (Швейцарія), Бошко Мілошевскі (Македонія), C.G.S. Нарайянан (Індія), Данель Новомеський (Словаччина), Костас Прентос (Греція), Франтішек Саболь (Чехія), Рікардо Війєра (Бразилія) |
| 2014 | Ніколай Белюхов (Болгарія), Ферхат Карміль (Туреччина), Руперт Мунц (Німеччина), Фелікс Россомахо (Росія) |
| 2015 | Павло Мурашов (Росія), Міхаель Барт (Німеччина), Райнер Паслак (обидва - Німеччина), Гі Собрекасес (Франція), Ленарт Вернер (Швеція) |
| 2016 | Сільвіо Байєр (Німеччина), Офер Комай (Ізраїль), Ерік Губер (Румунія) |
| 2017 | Григорій Атаянц, Сергій Хачатуров (обидва - Росія), Анджей Ясік (Польща), Марк Кіртлі (США), Петер Круг (Австрія), Роберто Осоріо (Аргентина), Олів'є Шміт (Франція) |
| 2018 | Георгій Євсєєв, Дмитро Туревський (Росія), Норберт Гайслер (Німеччина), Янош Мікітовіч (Угорщина), Вікторас Палюльоніс (Литва), Нікола Предраг (Хорватія) |